# Flers-lez-Lille
Flers-lez-Lille (Nederlands: Laar) is een plaats in het Franse Noorderdepartement en een deel van de gemeente Villeneuve-d'Ascq. Flers-lez-Lille was een zelfstandige gemeente tot 1970, toen het met Annappes en Ascq (Nederlands: Ast) de nieuwe fusiegemeente Villeneuve-d'Ascq vormde. Voor 1936 werd de gemeente kortweg Flers genoemd. De gemeente bestond uit het dorpscentrum Flers Bourg en het gehucht Flers Breucq. Bij de fusie telde Flers-lez-Lille ruim 10.000 inwoners. Toenmalig burgemeester Jean Desmarets werd de eerste burgemeester van de fusiegemeente.
Flers komt grosso modo overeen met de volgende huidige wijken van Villeneuve-d'Ascq: Flers Bourg (met het oude dorpscentrum), Château en Flers Breucq.

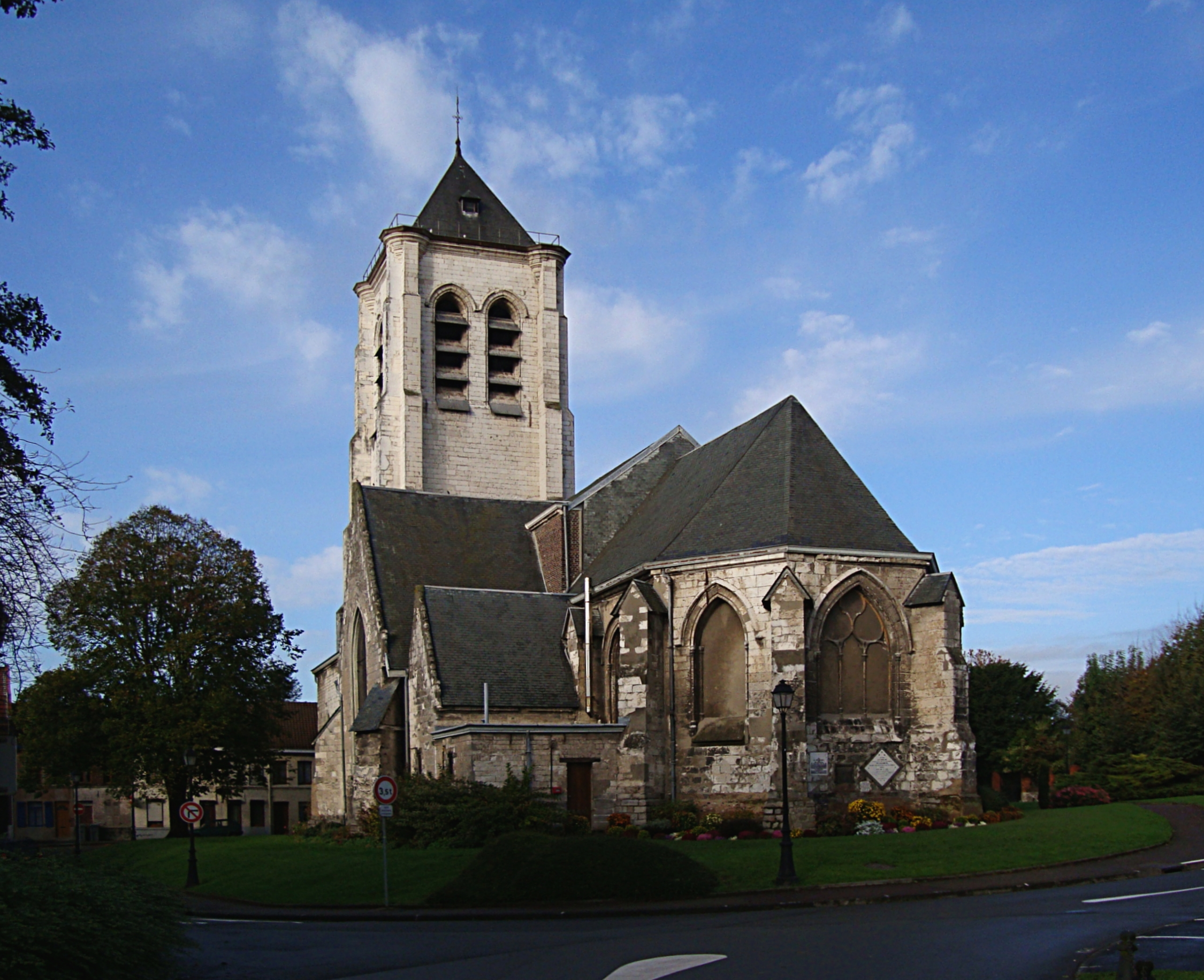
Église Saint-Pierre

## Bezienswaardigheden
- De Église Saint-Pierre, een kerk uit de 15de eeuw, waarvan de fundering dateert van voor de 11de eeuw
- Het kasteel van Flers uit de 17de eeuw

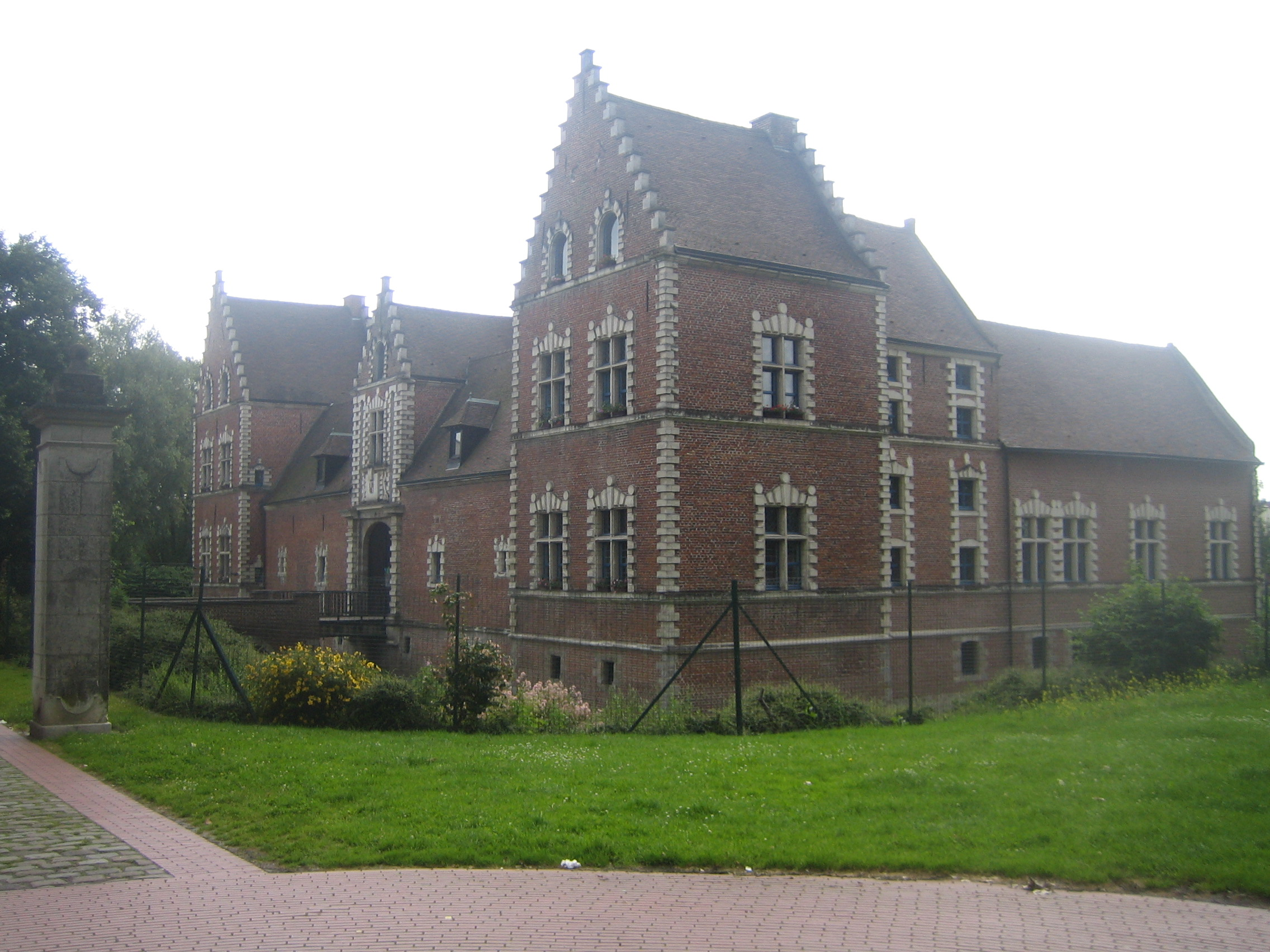
Kasteel van Flers

Annappes · Ascq · Brigode · Château · Cité Scientifique · Cousinerie · Flers Bourg · Flers Breucq · Haute-Borne · Hôtel de Ville · Pont de Bois · La Poste · Les Prés · Recueil  · Résidence · Sart-Babylone · Triolo

Lijst van Franse gemeenten · Arrondissement Rijsel · Noorderdepartement · Hauts-de-France